# Deutsche Messe (gudstjänst)
Deutsche Messe är de tyska evangeliska kyrkornas gudstjänstordning. Den fastlades av Martin Luther 1526.